# North-west Porcupine Bank SAC
North-west Porcupine Bank SAC este o arie protejată (arie specială de conservare — SAC, sit de importanță comunitară — SCI) din Irlanda întinsă pe o suprafață de 71.629,7 ha, integral marine.

## Localizare
Centrul sitului North-west Porcupine Bank SAC este situat la coordonatele 53°37′54″N 14°12′35″W / 53.631717°N 14.209739°V.

## Înființare
Situl North-west Porcupine Bank SAC a fost declarat sit de importanță comunitară în iunie 2006 pentru a proteja un număr necunoscut de specii din flora spontană și fauna sălbatică aflate în arealul zonei. Situl a fost protejat și ca arie specială de conservare în februarie 2016.

## Biodiversitate
Situată în ecoregiunea atlantică, aria protejată conține 1 habitat natural: Recifuri.
La baza desemnării sitului se află un număr nedeclarat de specii protejate.
Pe lângă speciile protejate, pe teritoriul sitului au mai fost identificate 2 specii de nevertebrate.